# Estació d'Ignasi Iglésias
Ignasi Iglésias és una estació de les línies T1 i T2 de la xarxa del Trambaix situada sobre la carretera d'Esplugues, a l'altura del carrer Ignasi Iglésias, a Cornellà de Llobregat i es va inaugurar el 3 d'abril de 2004 amb l'obertura del Trambaix.
| Trambaix               |          |                      |                 |                        |
| Procedència/Destinació | <        | Línia                | >               | Procedència/Destinació |
| Francesc Macià         | El Pedró |                      | Cornellà Centre | Bon Viatge             |
| Francesc Macià         | El Pedró | Llevant - les Planes | Cornellà Centre |                        |